# Сен-Ром-де-Сернон
Сен-Ром-де-Серно́н (фр. Saint-Rome-de-Cernon, окс. Sent Roma de Sarnon) — коммуна во Франции, находится в регионе Окситания. Департамент — Аверон. Входит в состав кантона Сент-Африк. Округ коммуны — Мийо.
Код INSEE коммуны — 12243.
Коммуна расположена приблизительно в 540 км к югу от Парижа, в 130 км восточнее Тулузы, в 50 км к юго-востоку от Родеза.

## Население
Население коммуны на 2008 год составляло 757 человек.
| 1962 | 1968 | 1975 | 1982 | 1990 | 1999 | 2008 |
| ---- | ---- | ---- | ---- | ---- | ---- | ---- |
| 707  | 759  | 841  | 878  | 871  | 794  | 757  |

## Администрация
| Период | Период | Фамилия         | Партия                  | Примечания |
| ------ | ------ | --------------- | ----------------------- | ---------- |
| 2001   | 2008   | Мирей Бастид    |                         |            |
| 2008   |        | Пьер Пантанелла | Социалистическая партия |            |

## Экономика
В 2007 году среди 465 человек в трудоспособном возрасте (15—64 лет) 350 были экономически активными, 115 — неактивными (показатель активности — 75,3 %, в 1999 году было 64,8 %). Из 350 активных работали 323 человека (185 мужчин и 138 женщин), безработных было 27 (15 мужчин и 12 женщин). Среди 115 неактивных 29 человек были учениками или студентами, 53 — пенсионерами, 33 были неактивными по другим причинам.

## Достопримечательности
- Замок Мелак (XIV—XVI века). Памятник истории[3]
- Замок XIII века
- Замок Ломьер (XIX век)
- Замок Монклара (XV век)
- Приходская церковь XIX века
- Дольмены